# U-303 (tàu ngầm Đức)
U-303 là một tàu ngầm tấn công  Lớp Type VII thuộc phân lớp Type VIIC được Hải quân Đức Quốc Xã chế tạo trong Chiến tranh Thế giới thứ hai. Nhập biên chế năm 1942, nó đã thực hiện được hai chuyến tuần tra và đánh chìm được một tàu buôn với tải trọng 4.959 GRT. Trong chuyến tuần tra cuối cùng tại Địa Trung Hải, U-303 bị tàu ngầm Anh HMS Sickle đánh chìm ngoài khơi cảng Toulon, Pháp vào ngày 21 tháng 5, 1943.

## Thiết kế và chế tạo

### Thiết kế

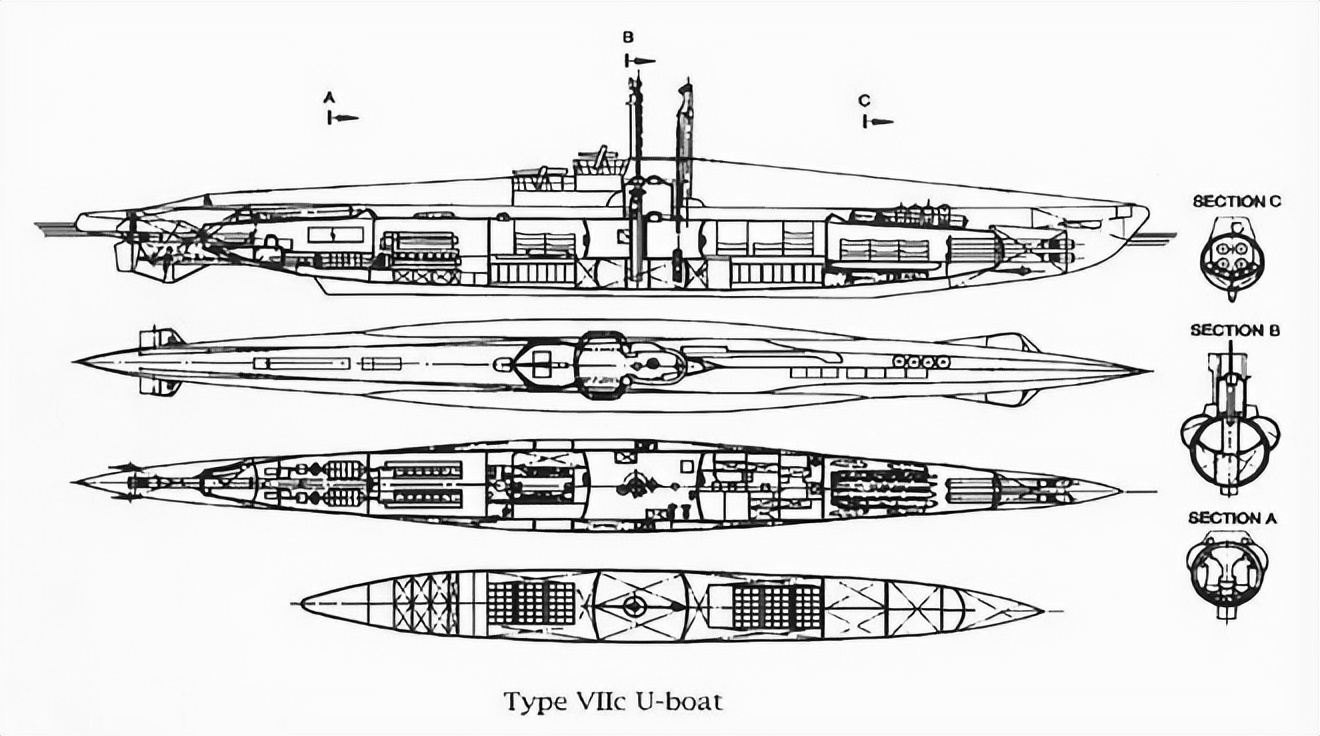
Sơ đồ các mặt cắt một tàu ngầm Type VIIC

Phân lớp VIIC của Tàu ngầm Type VII là một phiên bản VIIB được kéo dài thêm. Chúng có trọng lượng choán nước 769 t (757 tấn Anh) khi nổi và 871 t (857 tấn Anh) khi lặn). Con tàu có chiều dài chung 67,10 m (220 ft 2 in), lớp vỏ trong chịu áp lực dài 50,50 m (165 ft 8 in), mạn tàu rộng 6,20 m (20 ft 4 in), chiều cao 9,60 m (31 ft 6 in) và mớn nước 4,74 m (15 ft 7 in).
Chúng trang bị hai động cơ diesel Germaniawerft F46 siêu tăng áp 6-xy lanh 4 thì, tổng công suất 2.800–3.200 PS (2.100–2.400 kW; 2.800–3.200 bhp), dẫn động hai trục chân vịt đường kính 1,23 m (4,0 ft), cho phép đạt tốc độ tối đa 17,7 kn (32,8 km/h), và tầm hoạt động tối đa 8.500 nmi (15.700 km) khi đi tốc độ đường trường 10 kn (19 km/h). Khi đi ngầm dưới nước, chúng sử dụng hai động cơ/máy phát điện Garbe, Lahmeyer & Co. RP 137/c tổng công suất 750 PS (550 kW; 740 shp). Tốc độ tối đa khi lặn là 7,6 kn (14,1 km/h), và tầm hoạt động 80 nmi (150 km) ở tốc độ 4 kn (7,4 km/h). Con tàu có khả năng lặn sâu đến 230 m (750 ft).
Vũ khí trang bị có năm ống phóng ngư lôi 53,3 cm (21 in), bao gồm bốn ống trước mũi và một ống phía đuôi, và mang theo tổng cộng 14 quả ngư lôi, hoặc tối đa 22 quả thủy lôi TMA, hoặc 33 quả TMB. Tàu ngầm Type VIIC bố trí một hải pháo 8,8 cm SK C/35 cùng một pháo phòng không 2 cm (0,79 in) trên boong tàu. Thủy thủ đoàn bao gồm 4 sĩ quan và 40-56 thủy thủ.

### Chế tạo
U-303 được đặt hàng vào ngày 7 tháng 12, 1940, và được đặt lườn tại xưởng tàu của hãng Flender Werke ở Lübeck vào ngày 14 tháng 6, 1941. Nó được hạ thủy vào ngày 16 tháng 5, 1942, và nhập biên chế cùng Hải quân Đức Quốc Xã vào ngày 7 tháng 7, 1942 dưới quyền chỉ huy của Hạm trưởng, Đại úy Hải quân Karl-Franz Heine.

## Lịch sử hoạt động

### Chuyến tuần tra thứ nhất
U-303 khởi hành từ cảng Kiel vào ngày 31 tháng 12, 1942 cho chuyến tuần tra đầu tiên trong chiến tranh, tiến ra Bắc Hải rồi băng qua khe GIUK giữa quần đảo Faroe và Iceland để hoạt động tại khu vực Trung tâm Bắc Đại Tây Dương. Vào ngày 23 tháng 2, 1943, chiếc tàu ngầm đã tấn công và kết liễu chiếc tàu buôn Hoa Kỳ SS Expositor 4.959 GRT, vốn đã bị tách rời khỏi Đoàn tàu ON 166 và bị thủy thủ đoàn bỏ lại sau khi trúng ngư lôi phóng từ tàu ngầm U-606. Expositor đắm tại tọa độ 46°53′B 34°32′T / 46,883°B 34,533°T. U-303 kết thúc chuyến tuần tra và đi đến cảng Lorient bên bờ Đại Tây Dương của Pháp đã bị Đức chiếm đóng, đến nơi vào ngày 8 tháng 3.

### Chuyến tuần tra thứ hai - Bị mất
U-303 xuất phát từ cảng Lorient vào ngày 1 tháng 4 cho chuyến tuần tra thứ hai, cũng là chuyến cuối cùng. Nó băng qua eo biển Gibraltar được Hải quân Hoàng gia Anh phòng thủ nghiêm ngặt để tiến vào và hoạt động trong vùng biển Địa Trung Hải. Sau khi đi đến căn cứ hoạt động mới La Spezia ở phía Bắc Ý vào ngày 15 tháng 4, nó được điều sang Chi hạm đội U-boat 29, rồi đến ngày 24 tháng 4 lại chuyển căn cứ hoạt động sang cảng Toulon, Pháp.
U-303 khởi hành từ cảng Toulon vào ngày 21 tháng 5, dự kiến sẽ đi sang hoạt động dọc bờ biển Bắc Phi ngoài khơi Tunisia, và đang di chuyển trên mặt nước khi bị tàu ngầm Anh HMS Sickle phóng ngư lôi tấn công. U-303 trúng ngư lôi và bắt đầu bị nghiêng khi Đại úy Heine hạm trưởng lập tức ra lệnh bỏ tàu và di tản sang các bè cứu sinh; 28 người sống sót đã đến được bờ biển Pháp cách đó 10 mi (16 km). Tuy nhiên 20 thành viên thủy thủ đoàn đã tử trận khi chiếc tàu ngầm trúng ngư lôi, và U-303 đã tại tọa độ 42°50′B 06°00′Đ / 42,833°B 6°Đ.

### "Bầy sói" tham gia
U-303 từng tham gia hai bầy sói:
- Habicht (10 - 19 tháng 1, 1943)
- Haudegen (19 tháng 1, 1943 - 15 tháng 2, 1943)

### Tóm tắt chiến công
U-303 đã đánh chìm được một tàu buôn tổng tải trọng 4.959 GRT:
| Ngày             | Tên tàu   | Quốc tịch     | Tải trọng | Số phận      |
| ---------------- | --------- | ------------- | --------- | ------------ |
| 23 tháng 2, 1943 | Expositor | United States | 4.959     | Bị đánh chìm |